# Die Beduinen von Paris
Die Beduinen von Paris (Originaltitel: L’Œil au beur(re) noir) ist eine französische Filmkomödie von Serge Meynard (* 1956), die 1987 zuerst in die Kinos kam. Das Drehbuch stammt von Serge Meynard, Patrick Braoudé und Jean-Paul Lilienfeld. Der französische Titel ist doppeldeutig: Œil au beurre noir bedeutet Blaues Auge, der Begriff beur ist in Frankreich ein Ausdruck für Araber, insbesondere maghrebinischer Herkunft (siehe auch Maghreb). Er kann also als „das Blaue Auge des maghrebinischen Arabers“ verstanden werden.

## Handlung
Rachid ist ein junger Franzose algerischer Herkunft in Paris, der kleinere Arbeiten verrichtet und dem es mit einem cleveren Trick (dem „Rachid-System“) regelmäßig gelingt, eigens dafür ausspionierte attraktive Mädchen zu verführen. Mit Hilfe zweier Komplizen, seiner „grenzdebilen Kumpel“ Junior und Georges, die die Mädchen penetrant und handgreiflich belästigen, tritt er als sich einmischender Retter auf, der die Delinquenten in einer vorgetäuschten Schlägerei abwehrt. Eines Tages geht der Trick schief. Virginie, das neuste, gerade aus einer Métrostation kommende Opfer des Gespannes, schafft es, sich zu verteidigen und außerdem kommt der mit seinem Auto heranfahrende Denis, ein dunkelhäutiger junger Maler, der gerade auf dem Weg in sein Studio ist, zu Hilfe. Beide, Rachid und Denis, sind nun in Virginie verliebt, eine Aktivistin des S.O.S. Rassisme, sie konzentrieren aber trotz einer aufkommenden Rivalität in der Liebe ihre gemeinsamen Bemühungen in Sachen einer schier aussichtslosen Suche nach einer Wohnung in Paris. Virginie ist ihnen dabei behilflich, indem sie ihren in der Immobilienbranche arbeitenden Stiefvater Jean-René Perron um Hilfe bittet, eine leergewordene Wohnung anmieten zu können. Denis und Rachid werden nun mit dem Rassismus der Besitzer im Allgemeinen und dem ihres Stiefvaters im Besonderen konfrontiert und versuchen auf alle möglichen krummen Touren an eine Wohnung zu kommen.
Als sie zu guter Letzt bei Virginie wohnen dürfen, hat die Geschichte jedoch für sie eine unerwartete Wendung genommen.

## Darsteller
- Julie Jézéquel: Virginie Perron
- Smaïn: Rachid
- Pascal Légitimus: Denis
- Patrick Braoudé: Georges
- Jean-Paul Lilienfeld: Junior
- Michel Berto: Picard (der Nachbar)
- Dominique Lavanant: Simone Perron
- Martin Lamotte: Jean-René Perron
- Jean-Jacques Tarbès: (Besucher des Appartements)
- Françoise Michaud: (Immobilienmaklerin mit Zahnspange)
- Albert Delpy: (ein Ladenbesitzer)
- weitere: Harlem Désir, Sam Alpha, Marianne Assouline, Eric Blanc, Frédérique Charbonneau, Med Salah Cheurfi, Jean de Trégomain, Marion Loran, Fabienne Mai, Dabia Maouch, Jean Pignol

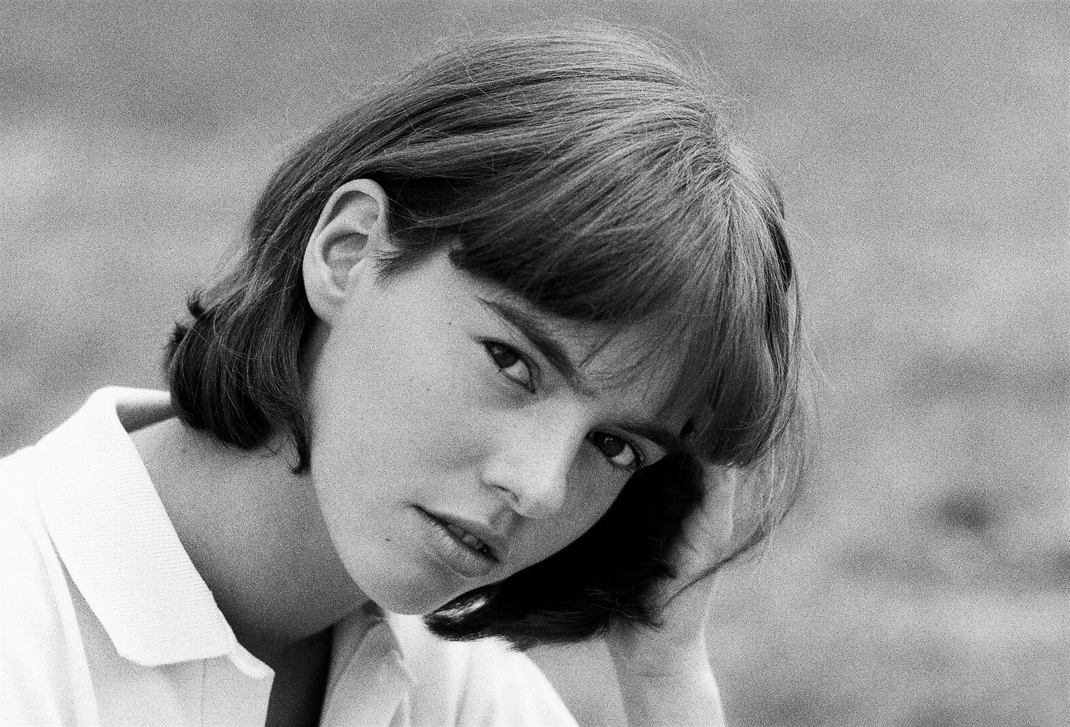
Julie Jézéquel (als Virginie)
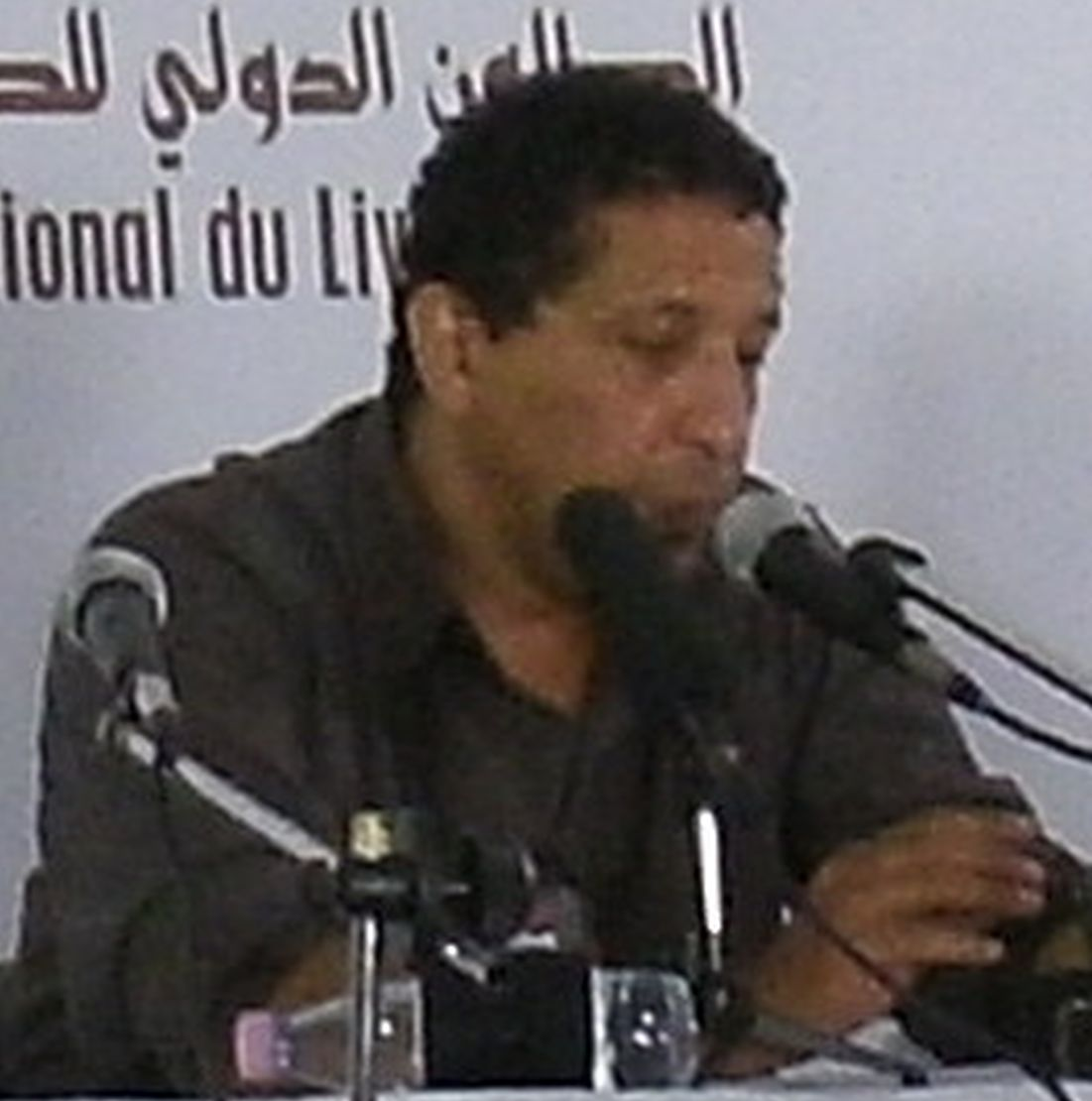
Smaïn (als Rachid)
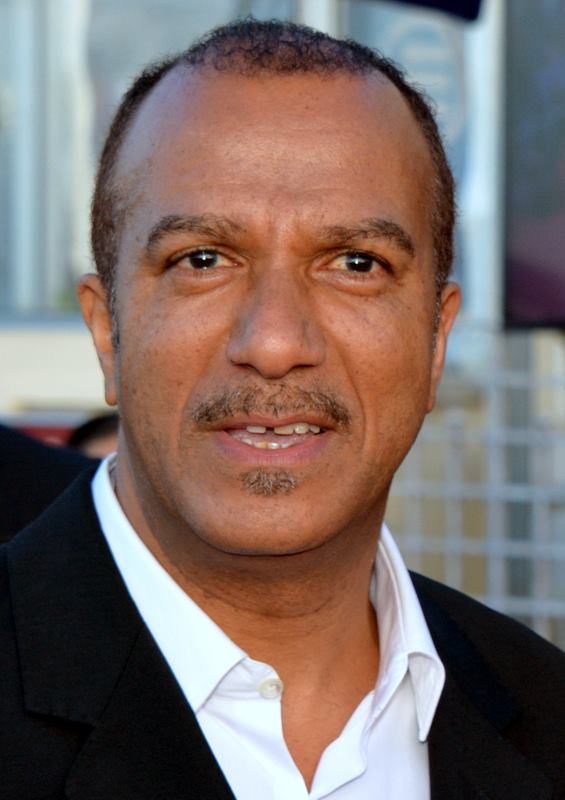
Pascal Légitimus (als Denis)
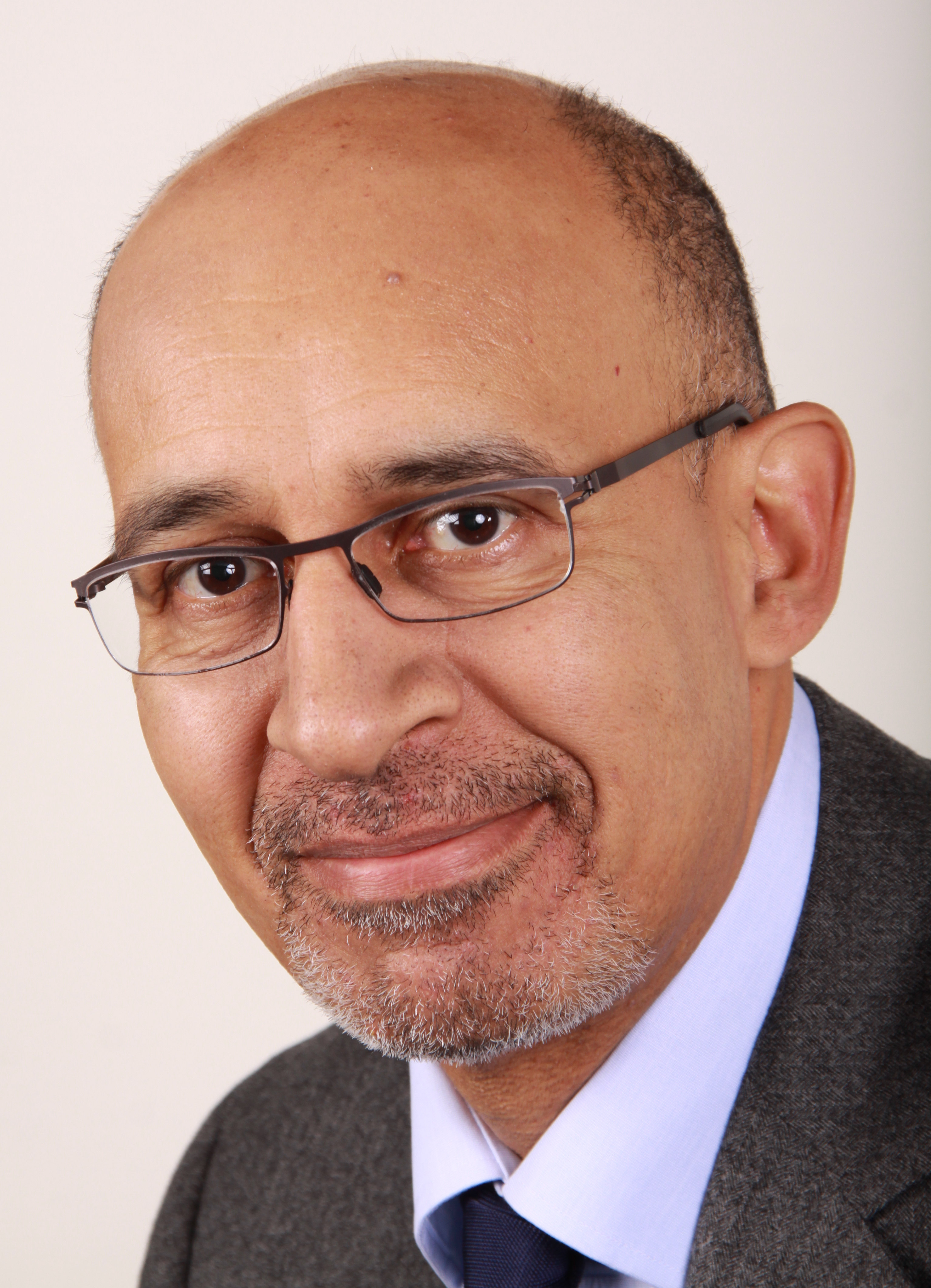
Harlem Désir, ehemaliger Präsident von SOS Racisme (in einer Nebenrolle)

## Preise
- Den nationalen französischen Filmpreis César 1988 für das beste Erstlingswerk erhielt Serge Meynard, den für den besten Nachwuchsdarsteller Pascal Légitimus.